# دانیل شاریچ
دانیل شاریچ (کرواتی: Daniel Šarić؛ زادهٔ ۴ اوت ۱۹۷۲) یک بازیکن فوتبال سابق اهل کرواسی است.
وی همچنین در تیم ملی فوتبال کرواسی بازی کرده، و برای این تیم در جام جهانی فوتبال ۲۰۰۲ به میدان رفته است.